# Lindsborg
Lindsborg est une municipalité américaine située dans le comté de McPherson au Kansas. Lors du recensement de 2010, sa population est de 3 458 habitants.

## Géographie
Lindsborg est située dans la vallée de la Smoky Hill.
Selon le Bureau du recensement des États-Unis, la municipalité s'étend en 2010 sur une superficie de 1,68 mille carré (4,35 km2), dont 0,02 mille carré (0,05 km2) d'étendues d'eau.

## Histoire
La localité est fondée en 1868 par des Suédois de la Chicago Swedish Company,. Son bureau de poste ouvre l'année suivante. Son nom est la contraction de Lind et de Borg (« château » en suédois) ; où trouve parmi ses fondateurs les patronymes Lindgren, Lindell et Linde,.
Lindsborg est le siège du comté de McPherson de 1870 à 1873,. Elle acquiert le statut de municipalité en 1879. Le chemin de fer de l'Union Pacific arrive la même année, suivi par le Missouri Pacific Railroad en 1887. En 1887, le premier hôtel et la première banque de Lindsborg sont fondés.
Au XXIe siècle, même si la majorité de sa population n'a plus d'origines suédoises, la ville maintient son héritage suédois. Elle est surnommée Little Sweden U.S.A. (« Petite Suède, États-Unis ») et a adopté le cheval de Dalécarlie comme symbole.

## Éducation
Lindsborg accueille le Bethany College (en), une université fondée en 1881 et affiliée à l'Église évangélique luthérienne en Amérique.

## Patrimoine
Lindsborg compte de nombreux bâtiments inscrits au Registre national des lieux historiques, dont plusieurs commerces construits entre 1880 et 1910 principalement de style italianisant (la pharmacie Berquist & Nelson, la Farmers State Bank, l'épicerie Hjerpe, la boutique des forgerons Holmberg and Johnson, le bâtiment P. J. Lindquist, le bloc Rosberg-Holmgren-Clareen, la poste de Lindsbrog), deux sites archéologiques (Paint Creek et Sharps Creek), la maison Johnson et plusieurs bâtiments du parc du vieux moulin (le Smoky Valley Roller Mill, le pavillon suédois et la maison Teichgraeber-Runbeck).

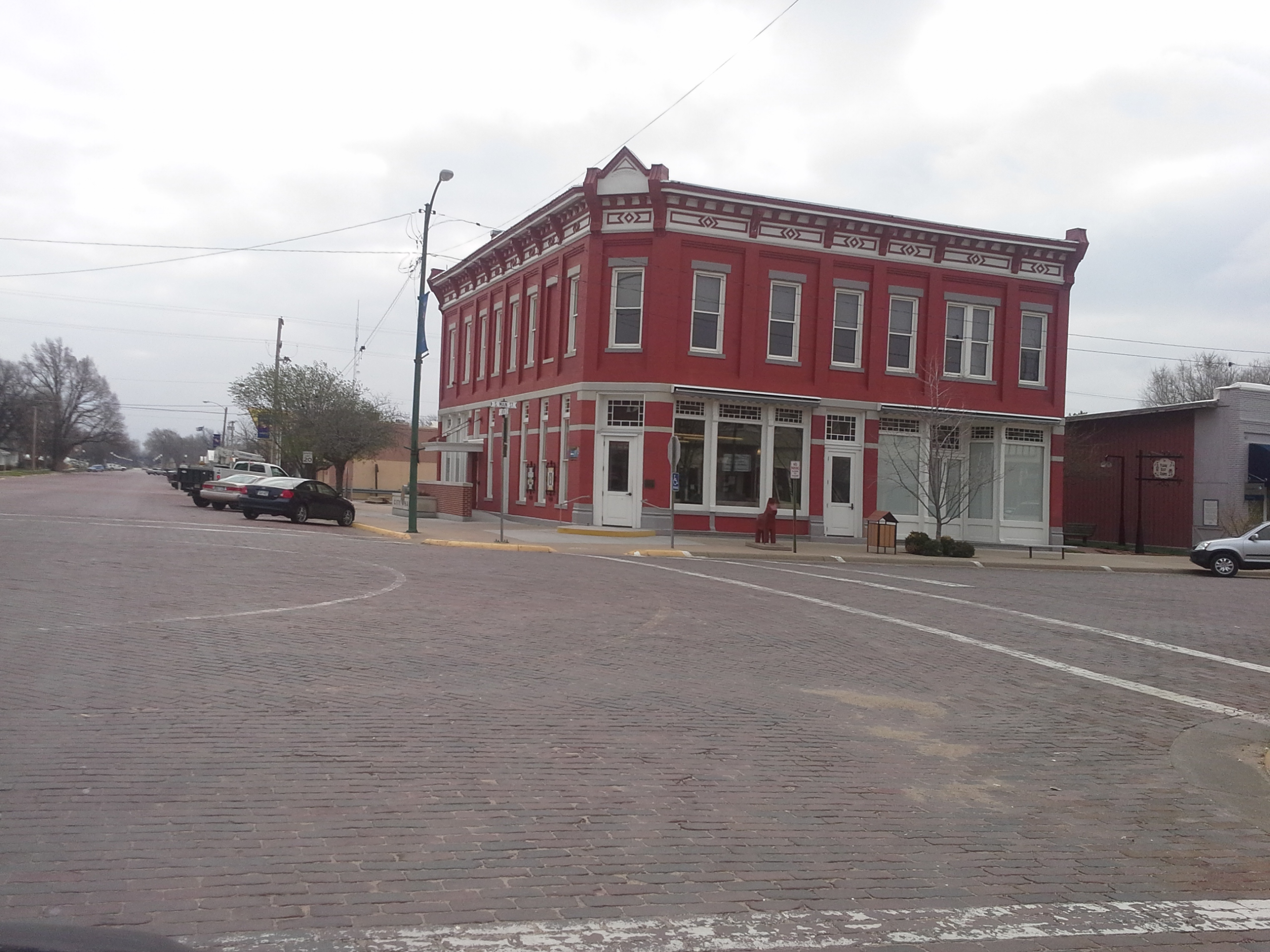
La Farmers State Bank
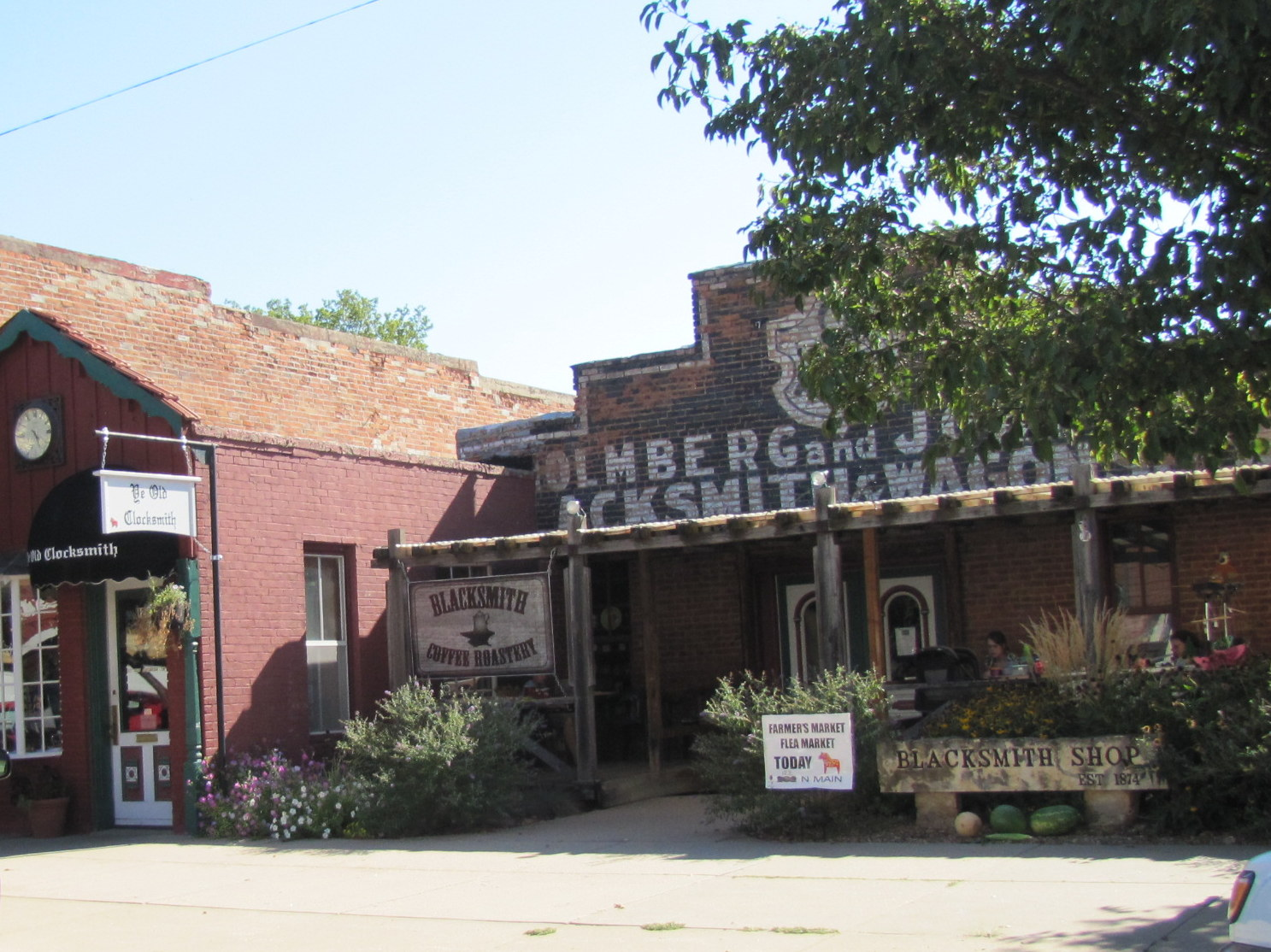
Holmberg and Johnson
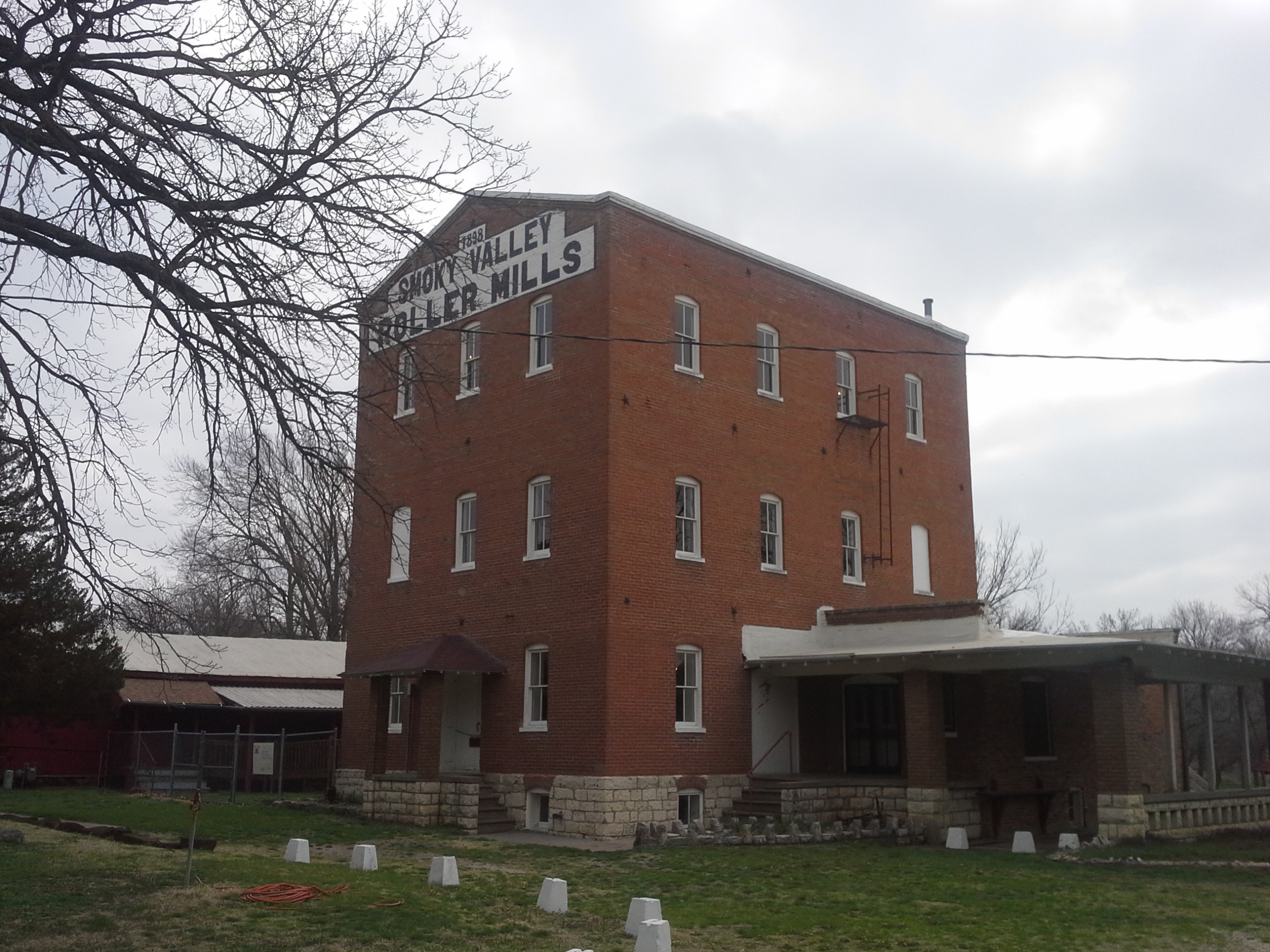
Le Smoky Valley Roller Mill
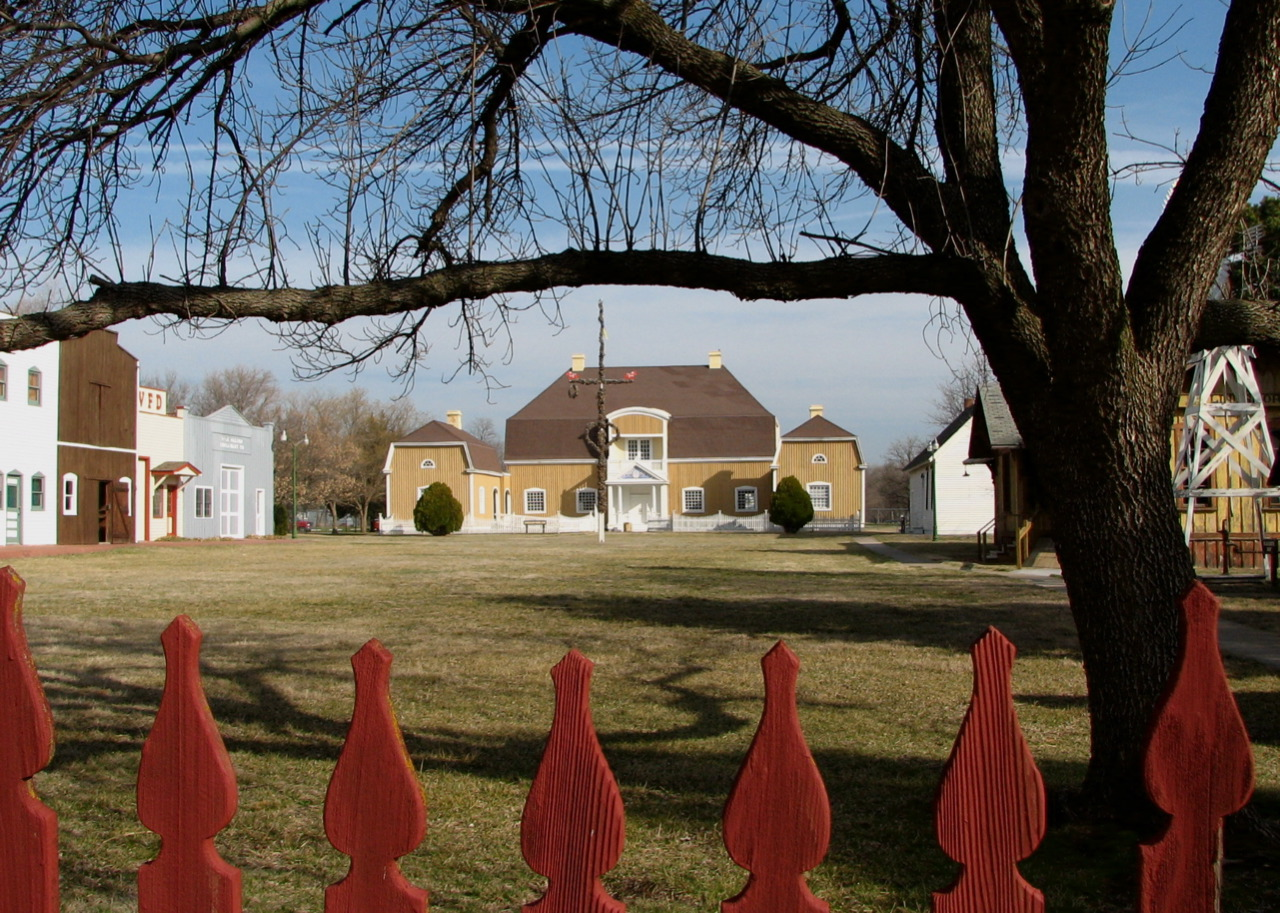
Le pavillon suédois

## Démographie
Lors du recensement de 2010, sa population est de 3 458 habitants.
Selon l'American Community Survey de 2018', la population de Lindsborg est blanche à 93 %, avec une petite minorité afro-américaine (4 %). 5 % des habitants parlent une autre langue que l'anglais à la maison, principalement l'espagnol (3,6 %).